# Holdgate Castle
Holdgate Castle är ett slott i Storbritannien.   Det ligger i grevskapet Shropshire i riksdelen England, i den södra delen av landet, 200 km nordväst om huvudstaden London. Holdgate Castle ligger 171 meter över havet.
Terrängen runt Holdgate Castle är platt åt nordväst, men åt sydost är den kuperad. Runt Holdgate Castle är det ganska tätbefolkat, med 60 invånare per kvadratkilometer. Närmaste större samhälle är Bridgnorth, 15,8 km öster om Holdgate Castle. Omgivningarna runt Holdgate Castle är en mosaik av jordbruksmark och naturlig växtlighet.